# Corey Hawkins
Corey Antonio Hawkins, född 22 oktober 1988 i Washington, D.C., är en amerikansk skådespelare och musiker.
Han är bland annat känd för sin roll i TV-serien The Walking Dead och 24: Legacy, samt hans skildring av Dr. Dre i Straight Outta Compton 2015. 2017 var han med i Broadway-produktionen Six Degrees of Separation, vilket han blev nominerad till en Tony Award för.

## Filmografi (i urval)
- 2013 – Iron Man 3
- 2014 – Non-Stop
- 2015 – Straight Outta Compton
- 2015 – The Walking Dead (TV-serie)
- 2017 – Kong: Skull Island
- 2017 – 24: Legacy (TV-serie)
- 2018 – BlacKkKlansman
- 2019 – 6 Underground
- 2023 – The Last Voyage of the Demeter
- 2023 – Purpurfärgen
- 2024 – The Piano Lesson
- 2025 – Poker Face (TV-serie)
- 2026 – The Odyssey